# Бояровский сельсовет (Пензенская область)
Бояровский сельсовет — сельское поселение в Башмаковском районе Пензенской области Российской Федерации.
Административный центр — село Каменка.

## История
Статус и границы сельского поселения установлены Законом Пензенской области от 2 ноября 2004 года № 690-ЗПО «О границах муниципальных образований Пензенской области».

## Население
| 2010 | 2012 | 2013 | 2014 | 2015 | 2016 | 2017 |
| ---- | ---- | ---- | ---- | ---- | ---- | ---- |
| 672  | ↘632 | ↘549 | ↘485 | ↘426 | ↘390 | ↘361 |
| 2018 | 2021 |      |      |      |      |      |
| ↘350 | ↗411 |      |      |      |      |      |

## Состав сельского поселения
| № | Населённый пункт | Тип населённого пункта       | Население |
| - | ---------------- | ---------------------------- | --------- |
| 1 | Бояровка         | село                         | ↘101      |
| 2 | Каменка          | село, административный центр | ↘461      |
| 3 | Поминаевка       | село                         | ↘15       |
| 4 | Чудная           | деревня                      | 95        |

Ликвидированы в 2001 году селения Бояровского сельсовета Милашка и Новокрасивский.